# Télam
Télam fut l’agence de presse nationale argentine fondée le 14 avril 1945. Entreprise publique, elle fournissait des informations à près de 3 000 abonnés, dont des entités gouvernementales et des médias nationaux et internationaux.

## Histoire
Le 20 décembre 2023, le président Javier Milei annonce le lancement d'un décret de nécessité et d'urgence. Parmi les mesures figurent l'abrogation du régime des entreprises d'État, des sociétés d'État et des sociétés mixtes. Toutes les sociétés et entreprises appartenant à l'État sont transformées dans des sociétés anonymes, dont l’agence de presse Télam.
Aux premières heures du 4 mars 2024, le site Internet a été fermé, les deux bâtiments de l’agence bloqués par la police, les employés ont signalé avoir commencé à recevoir des télégrammes annonçant qu'ils étaient « dispensés » de fournir leurs services pendant une semaine. Un membre du parti du président Milei, Ramiro Marra, a déclaré : « On n’a pas besoin de Telam, on peut très bien le remplacer par Twitter ». Le 12 mars, les salariés sont à nouveau dispensés de travailler pendant une semaine et un plan de départs volontaires est lancé.
En mai 2024, le gouvernement ordonne la fermeture de toutes les agences Télam d'Argentine. En juillet 2024, le gouvernement Milei officialise la dissolution de Télam par le décret n° 548, la renommant Agencia de Publicidad del Estado Sociedad Anónima Unipersonal (Agence de Publicité d'État S.A.U.) La nouvelle agence sera supervisée par le chef du cabinet des ministres.